# Sint-Severinuskerk (Hapert)
De Sint-Severinuskerk is een kerkgebouw in Hapert in de gemeente Bladel in de Nederlandse provincie Noord-Brabant. Het gebouw is gewijd aan Severinus van Keulen

## Geschiedenis
In 1918 schonk sigarenfabrikant Cornelis Claassen aan de kerk een perceel grond langs de Provinciale Weg om daarop weer een nieuwe kerk te bouwen. Met als reden dat de toen nog niet zo oude neogotische kerk uit 1857 te klein en vervallen zou zijn. Het kerkbestuur kocht naast het perceel nog een huisje met daar bij een erf. Op 22 september 1922 begon de aannemer met de bouw en op 24 september 1923 werd de kerk plechtig geconsacreerd. De inwoners van Hapert schonken veel kunstwerken ter verfraaiing van het interieur van de kerk. Zo schonk het personeel van sigarenfabrikant Gebroeders De Graaf een beeld van het Heilig Hart van Jezus. Het geld daarvoor hadden ze bijeen gespaard door over te werken. In 1938 werd de huidige kerk uitgebreid met een open ingangsgalerij, een doopkapel en een Sint-Donatiuskapel. 

## Verering van de heilige Donatus
Ondanks dat de kerk gewijd is aan de heilige Severinus, is er aan deze kerk een bedevaart verbonden die tegenwoordig bekend staat als de verering van de heilige Donatus. Deze ontstond naar aanleiding van de dood van twee parochianen in 1897 nadat zij waren getroffen door de bliksem. Een jaar na dit ongeval begon in de vorige Sint-Severinuskerk de openbare verering (tweede zondag in juli 1898). Ook werd een devotiebroederschap ter ere van de bliksemheilige opgericht. Tot de jaren 60 van de 20e eeuw werd Donatus te Hapert bezocht door bedevaartgangers uit de gehele Kempen en daarbuiten. Vandaag de dag wordt de feestdag van Sint-Donatus nog steeds gevierd.

## Opbouw
De kerk van Hapert, gelegen aan de Kerkstraat, is een neoromaanse driebeukige kruiskerk met dakruiter en lagere apsis met gekoppelde rondboogramen. Ook beschikt de kerk over een miniem torentje op het dak. Aan de noord zijde van de kerk bevindt zich een klokkenstoel, deze is voorzien van een grote (Severinus, 396 kg) en een kleine klok (Donatus, 101 kg). Voor de kerk bevindt zich een bronzen afbeelding van het wapen van de voormalige gemeente Hoogeloon, Hapert en Casteren, waarvan Sint Severinus de schildhouder is. Deze werd ontworpen door H.C. 't Jong uit Dordrecht.